# Baix
Baix település Franciaországban, Ardèche megyében. Lakosainak száma 1293 fő (2022. január 1.). Baix Cruas, Le Pouzin, Rompon, Saint-Julien-en-Saint-Alban, Saint-Lager-Bressac, Saint-Symphorien-sous-Chomérac, Loriol-sur-Drôme, Saulce-sur-Rhône és Les Tourrettes községekkel határos.

## Népesség
A település népességének változása:
| Lakosok száma | 609  | 961  | 748  | 1010 | 1049 | 1076 | 1164 | 1254 | 1268 | 1293 |
|               | 1968 | 1982 | 1990 | 2006 | 2013 | 2015 | 2017 | 2019 | 2020 | 2022 |